# 家樂利小酒館
家樂利小酒館（英語：GALERIE Bistro），位於臺北市大同區與中山區的交界、心中山線形公園旁，是一家2008年7月26日由「天利餐飲事業有限公司」成立、經營的餐酒館，所在建物是台灣日治時期昭和6年（1931年）興建的三層洋樓建築，由旅日僑領劉天祿購置、修建，並曾於1963年改建過一次。1969年，劉天祿的長子劉介宙增額補選上第一屆國民大會代表並成立「永昌實業股份有限公司」，該洋樓仍然為其家族住所，並將永昌實業登記於此地址。1988年以後房屋曾棄置達20年。2023年8月，以所在地址「南京西路25巷2、2-2、2-3號」的名義被登錄為歷史建築。

## 概要

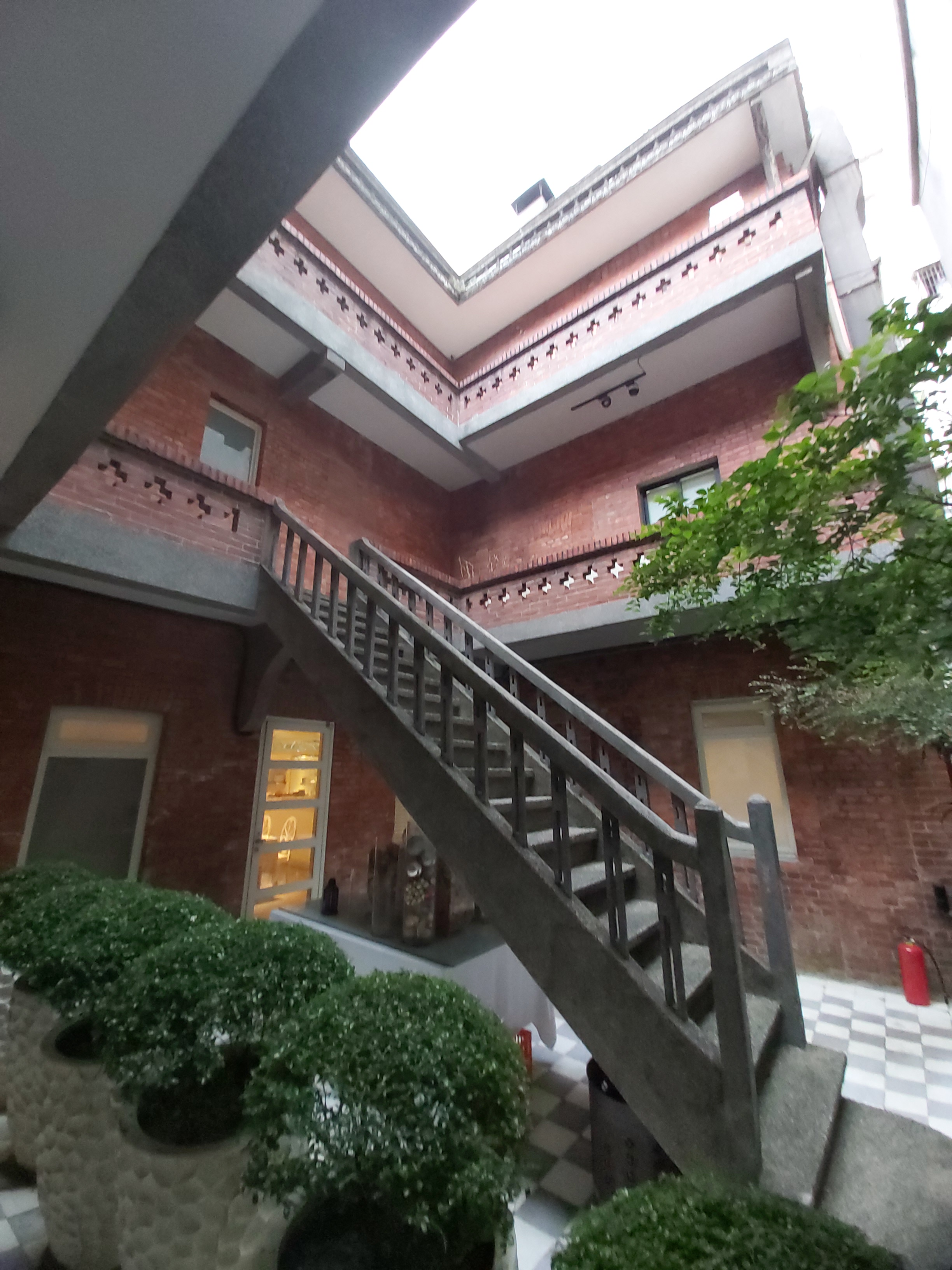
建築背面

2008年，劉介宙的孫女劉怡利（Ely Oyama Liu）利用在瑞士修讀飯店管理的背景，耗資新臺幣逾2000萬翻修了曾祖父留下的洋樓，與丈夫范姜明正攜手成立「天利餐飲事業」經營餐酒館，由於當時木造屋頂崩裂而改採鋼構重新建築，並加強防水工程。建物一樓作為餐廳，餐點設計有60多道歐式料理，以義大利和法國菜為主、二樓目前僅開放為外借活動場地使用，三樓仍為私人住宅。2022年8月9日，獲登錄為暫定古蹟。

## 建築樣式
洋樓外觀建築裝飾特殊，車寄採複合柱式，柱頭為仿科林斯柱式，露台採瓶形欄杆，出簷飾有洋式牛腿，建物樓高三層、附有庭院。室內外皆以白色為主，所用之材料包括白色外牆磁磚及洗石子做法。2008年整建期間增添了英國和巴黎的設計元素，並以不更動原始建築樣貌的情形下修補外牆，戶外庭園的噴水池被拆除，改種植各式植栽。

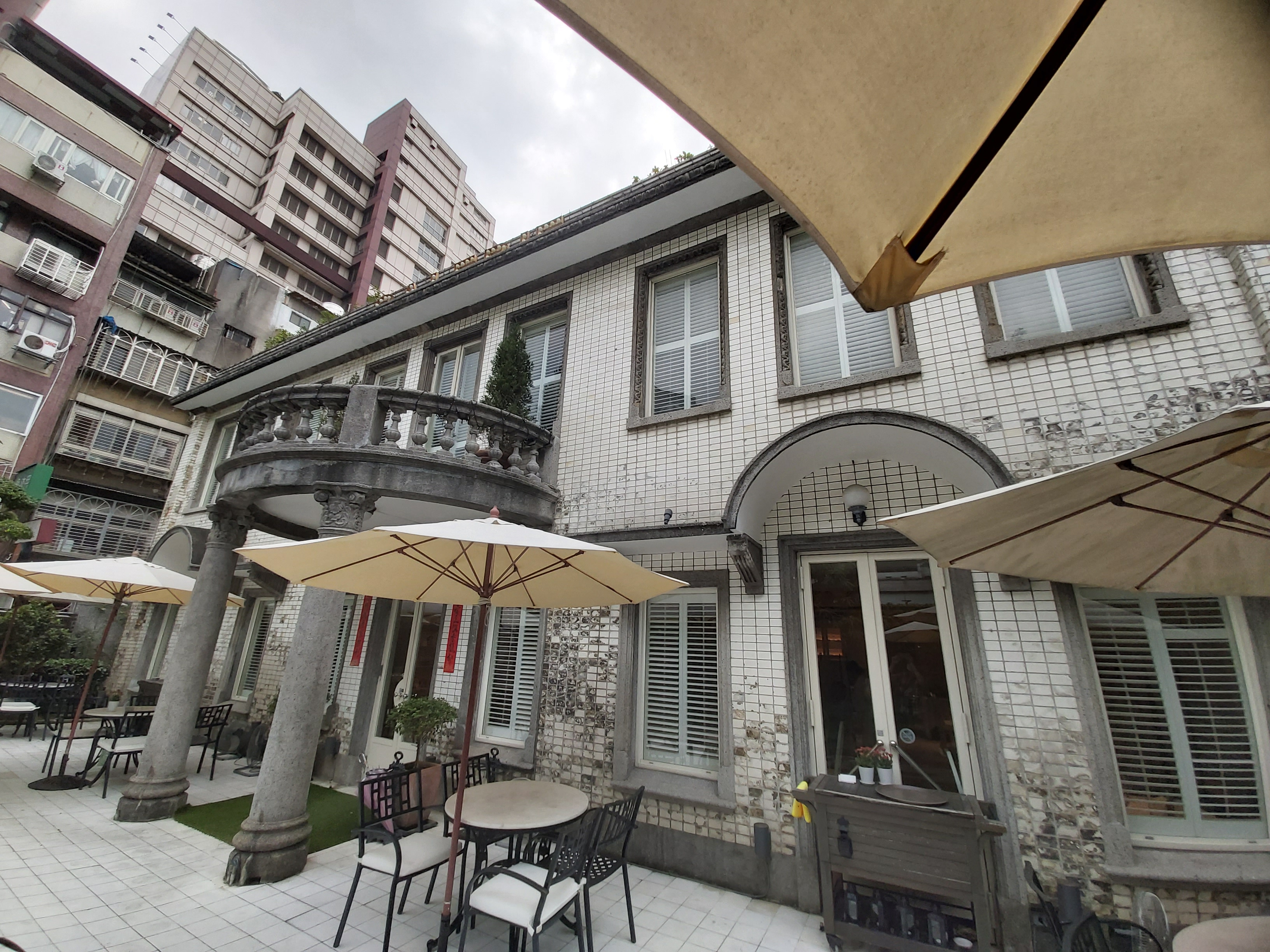
車寄與露台
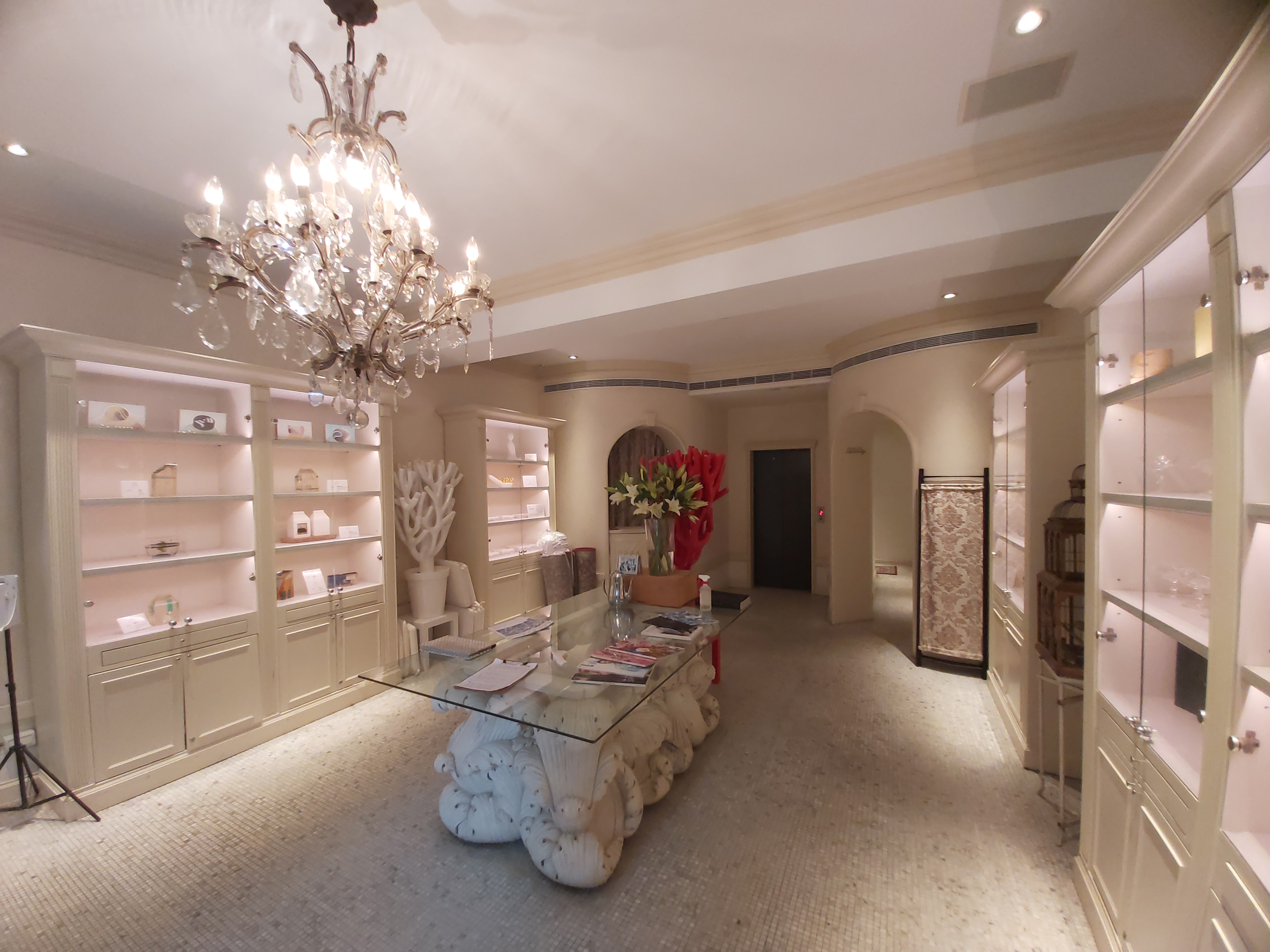
大廳
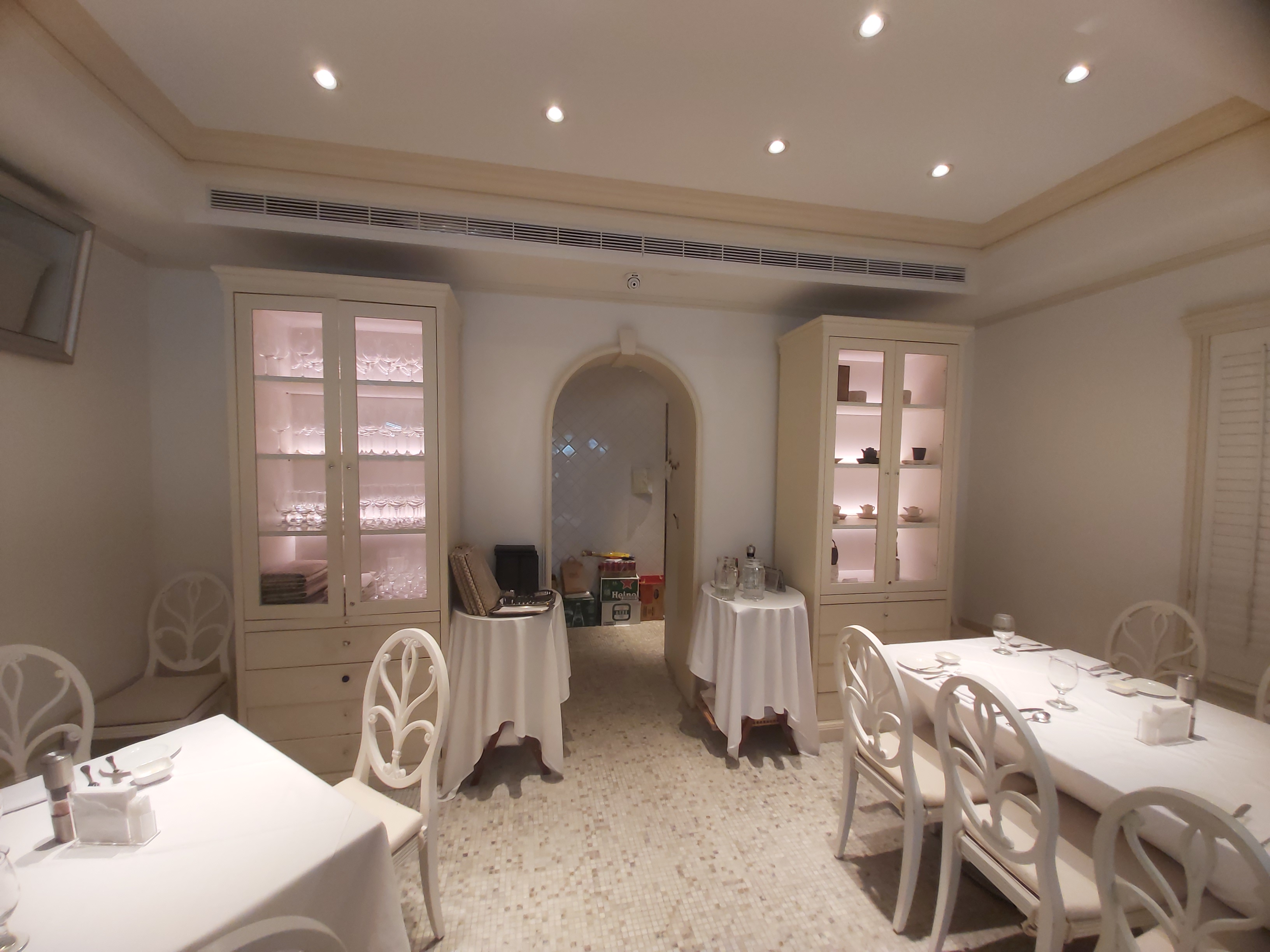
餐廳
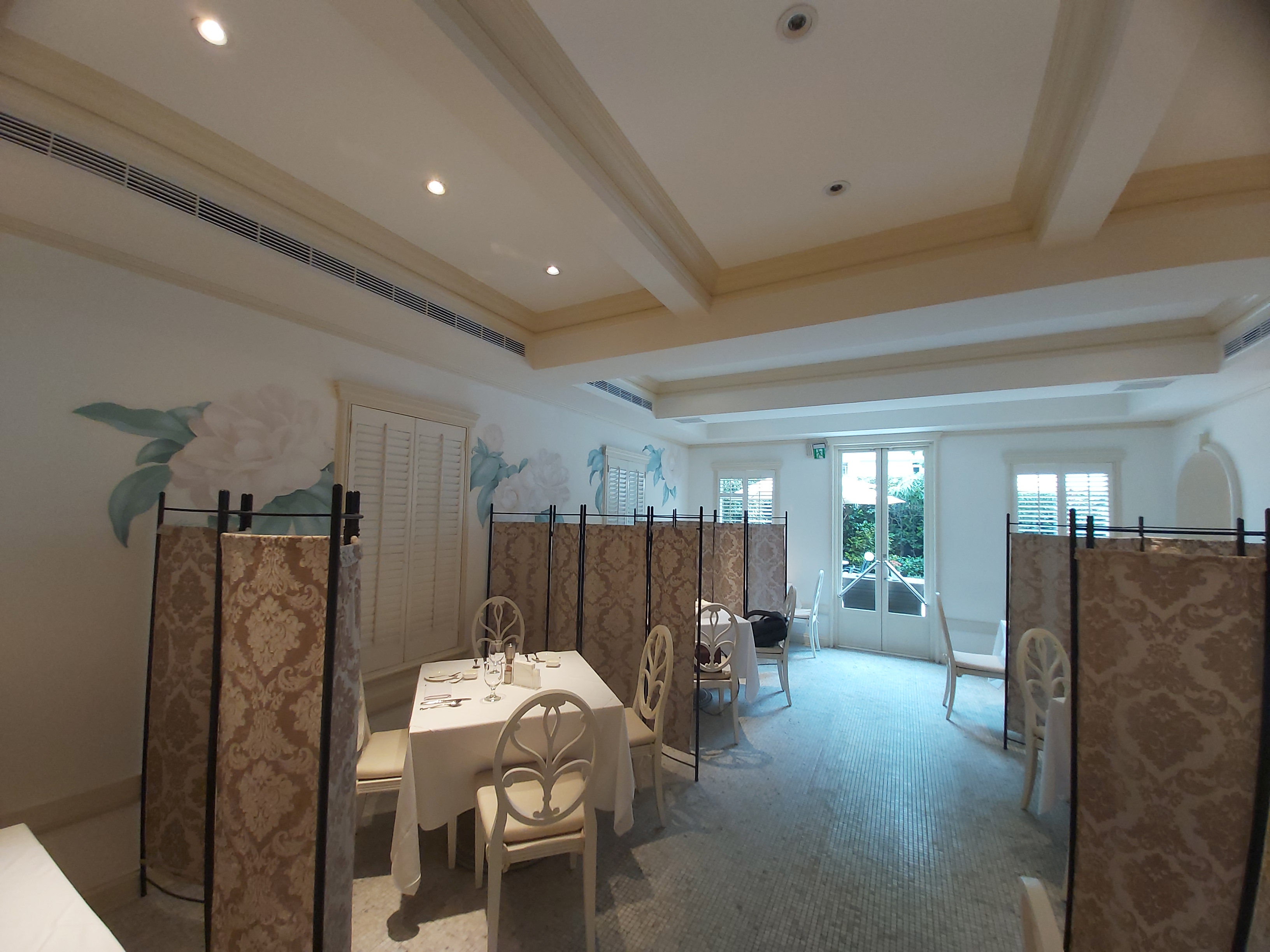
以白色為主的室內設計

## 外部連結
- GALERIE Bistro官網 （页面存档备份，存于）
- Galerie Bistro的Facebook專頁 （页面存档备份，存于）
- 家樂利小酒館的Instagram帳戶